# 鈴木Twin
鈴木Twin（日语：スズキ・ツイン）乃是日本鈴木公司自2003年至2005年間開發製造的雙人座迷你車，另有油電混合動力車版本，為日本輕型車首創。

## 歷史與概要
1999年 - 鈴木在10月23日開幕的第33屆東京車展上公開一輛名為「PU-3 Commuter」的概念車，這是一輛雙人座的都市車。
2003年 - 1月22日正式將PU-3 Commuter量產上市，取名為鈴木Twin。採用雙門雙人座、前輪驅動之設定，動力心臟為658c.c.直列三缸DOHC K6A型引擎，可發揮44hp / 5,500rpm以及5.8kg·m / 3,500rpm之功率。搭配五速手動排檔或三速自動排檔的變速箱，可創造出26.0km/L的平均油耗表現。
另有油電混合動力車版本，以最高出力5kW的電動馬達輔助K6A型引擎，配置先進的怠速停止運轉的功能，搭配四速自排變速箱的情況下可創造34.0km/L的平均油耗表現。此外其蓄電池亦迥異於一般油電混合動力車，乃以摩托車用免加水MF電池改良而成：將8個12伏特的MF電池直列排成一組，再排成2組以輸出192伏特之功率。
不過這部車僅能乘坐2人，和輕型車相比配備陽春（標準配備為雙座SRS安全氣囊、四輪ABS防鎖死煞車系統等）、價格昂貴，加上當時沒有重大的能源危機問題。2005年9月30日此車款宣告停產，總生產數量是10,106輛。

### 安全性召回
由於排氣管的補強部位構造不良，造成此部位龜裂而折損排氣管。2010年3月17日原廠發出安全性召回，總數10,106輛需回廠更換新排氣管。

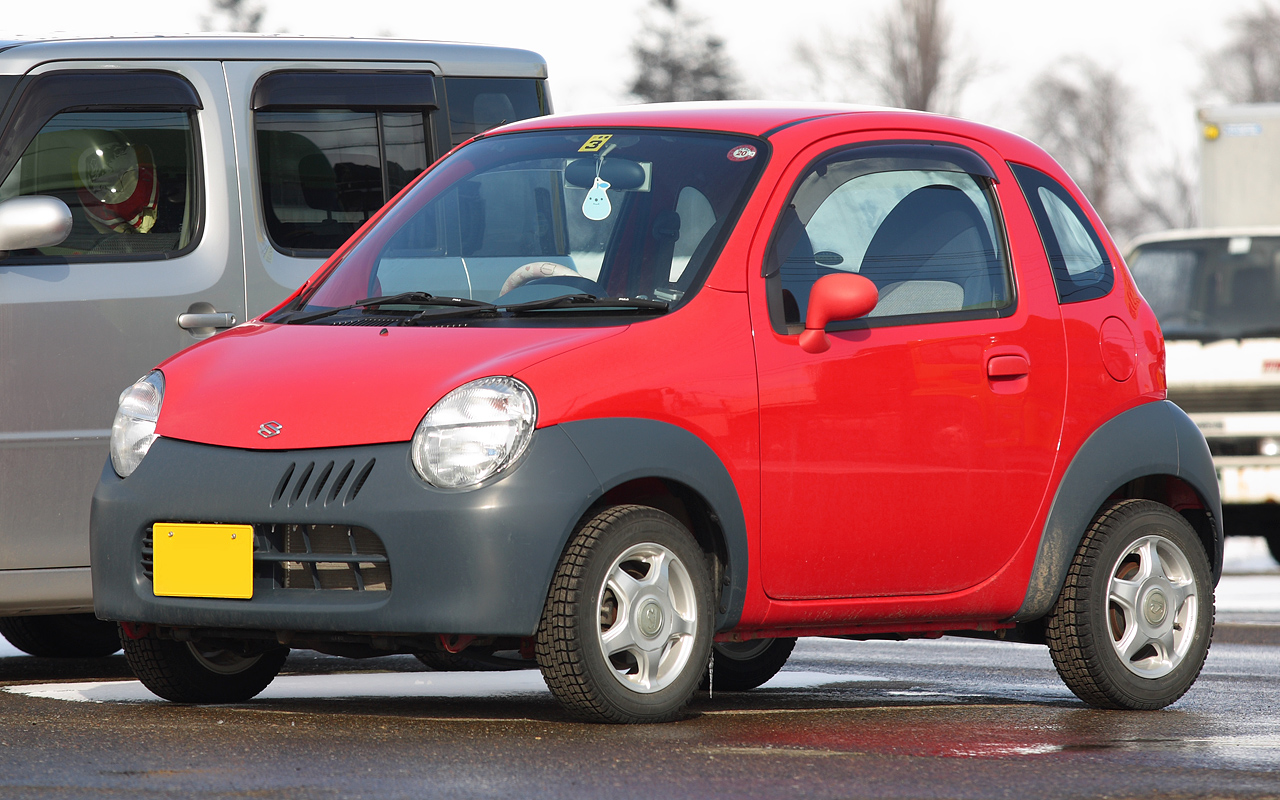
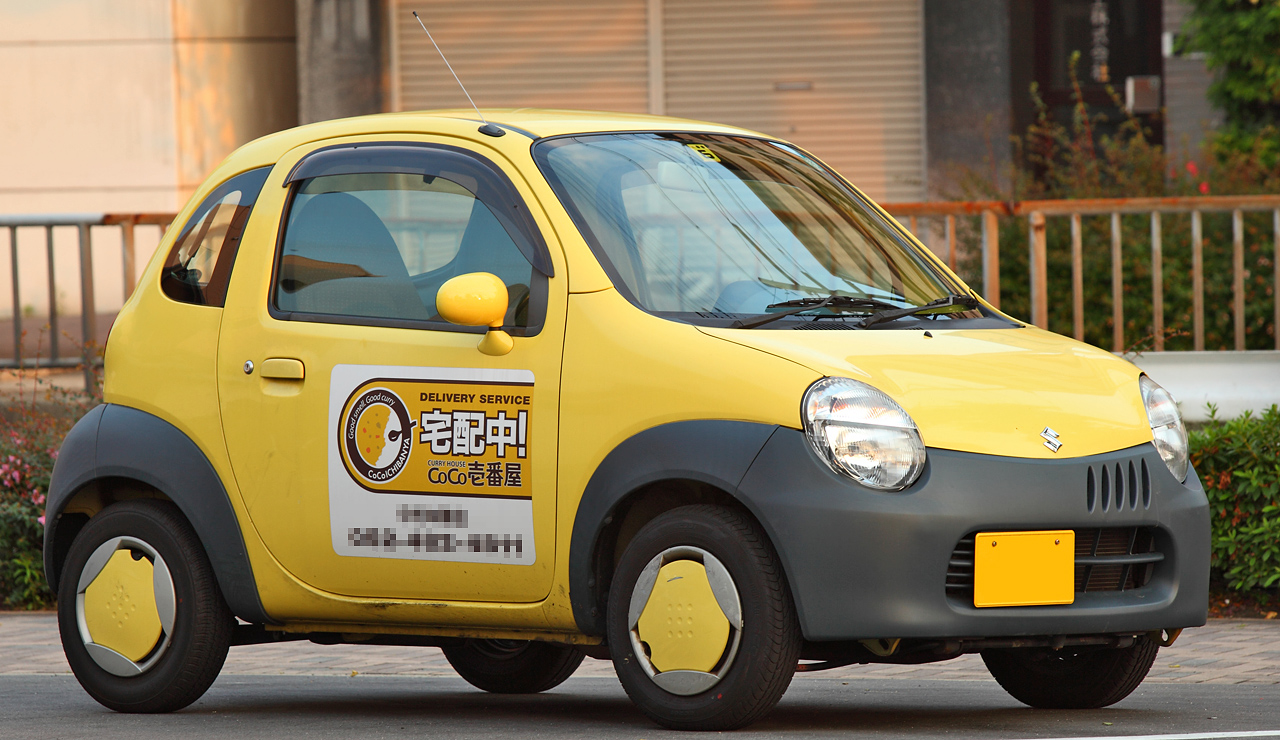
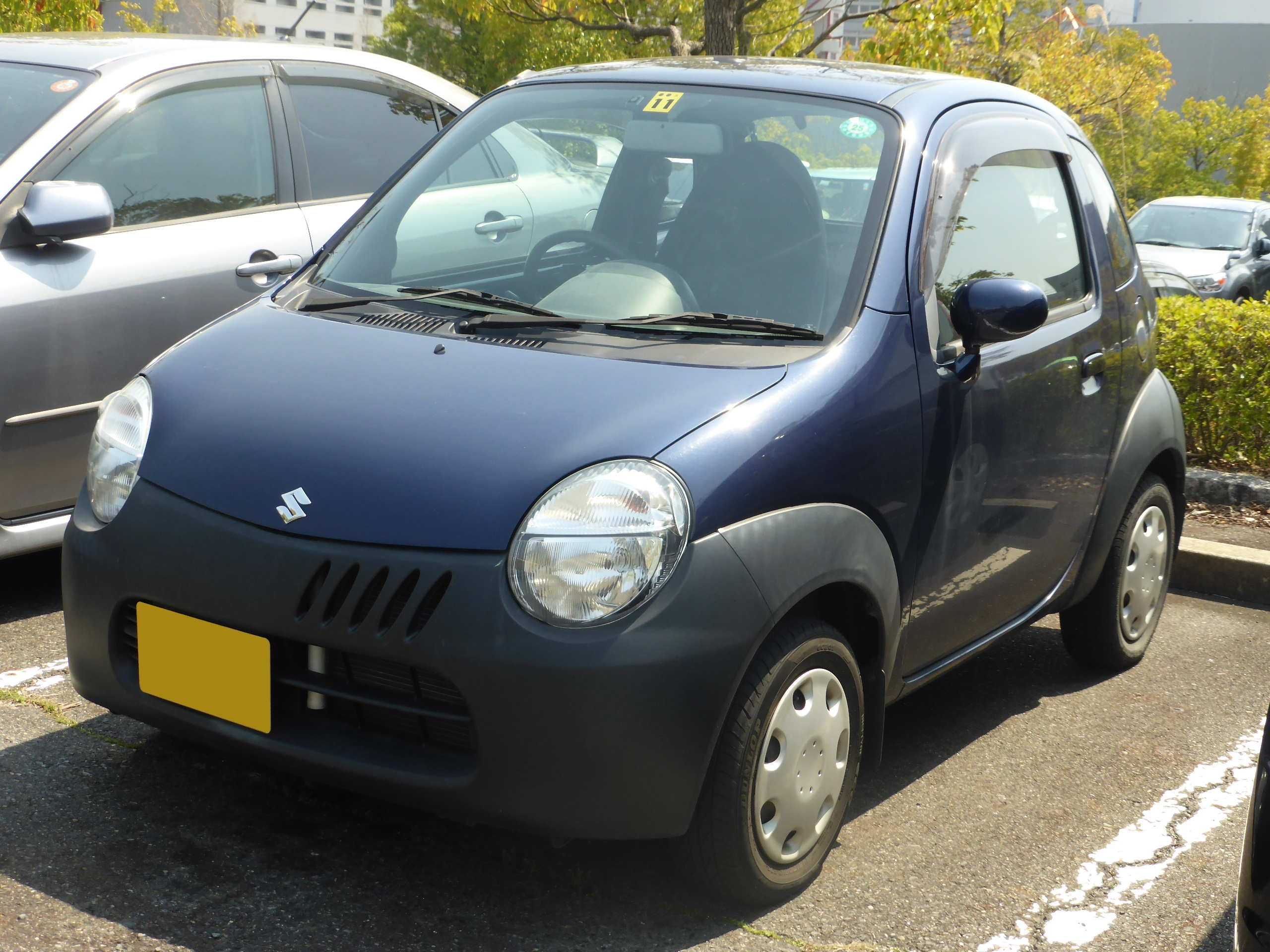
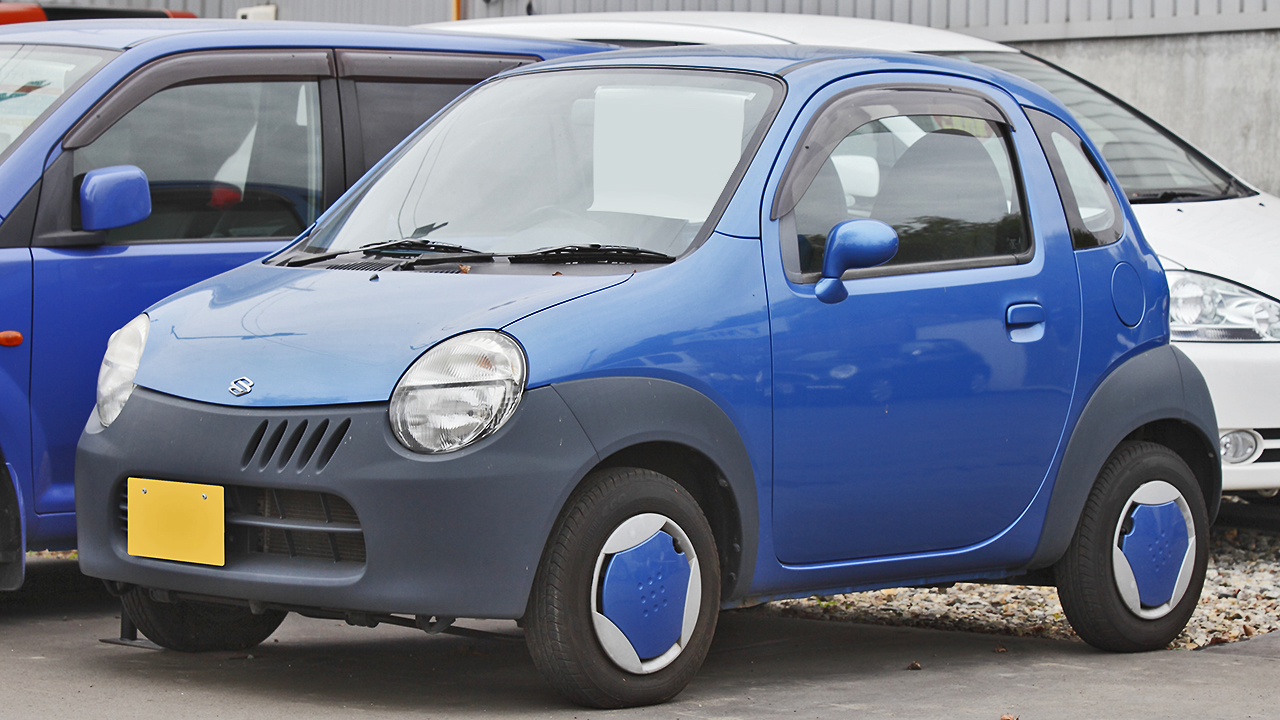
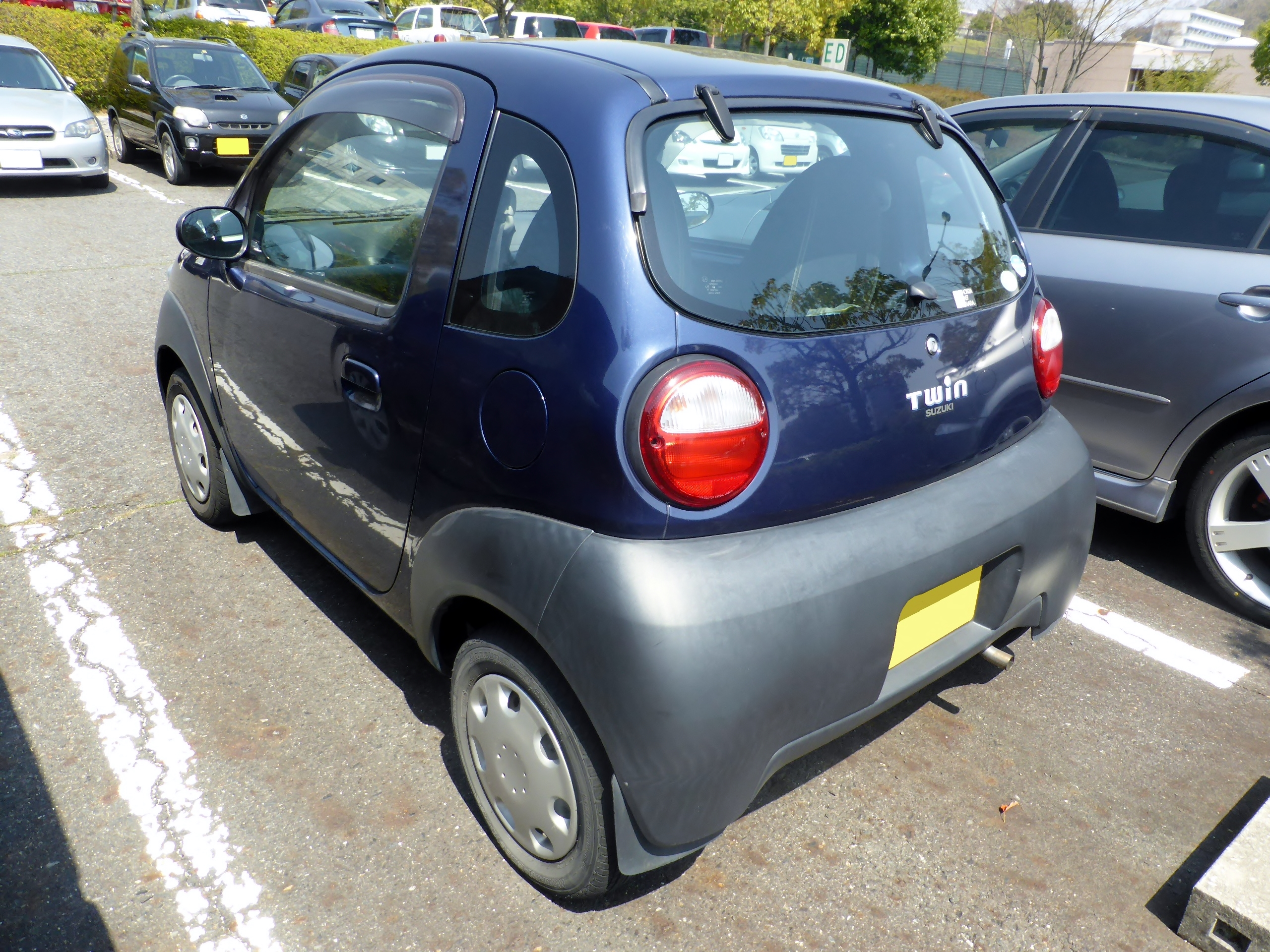
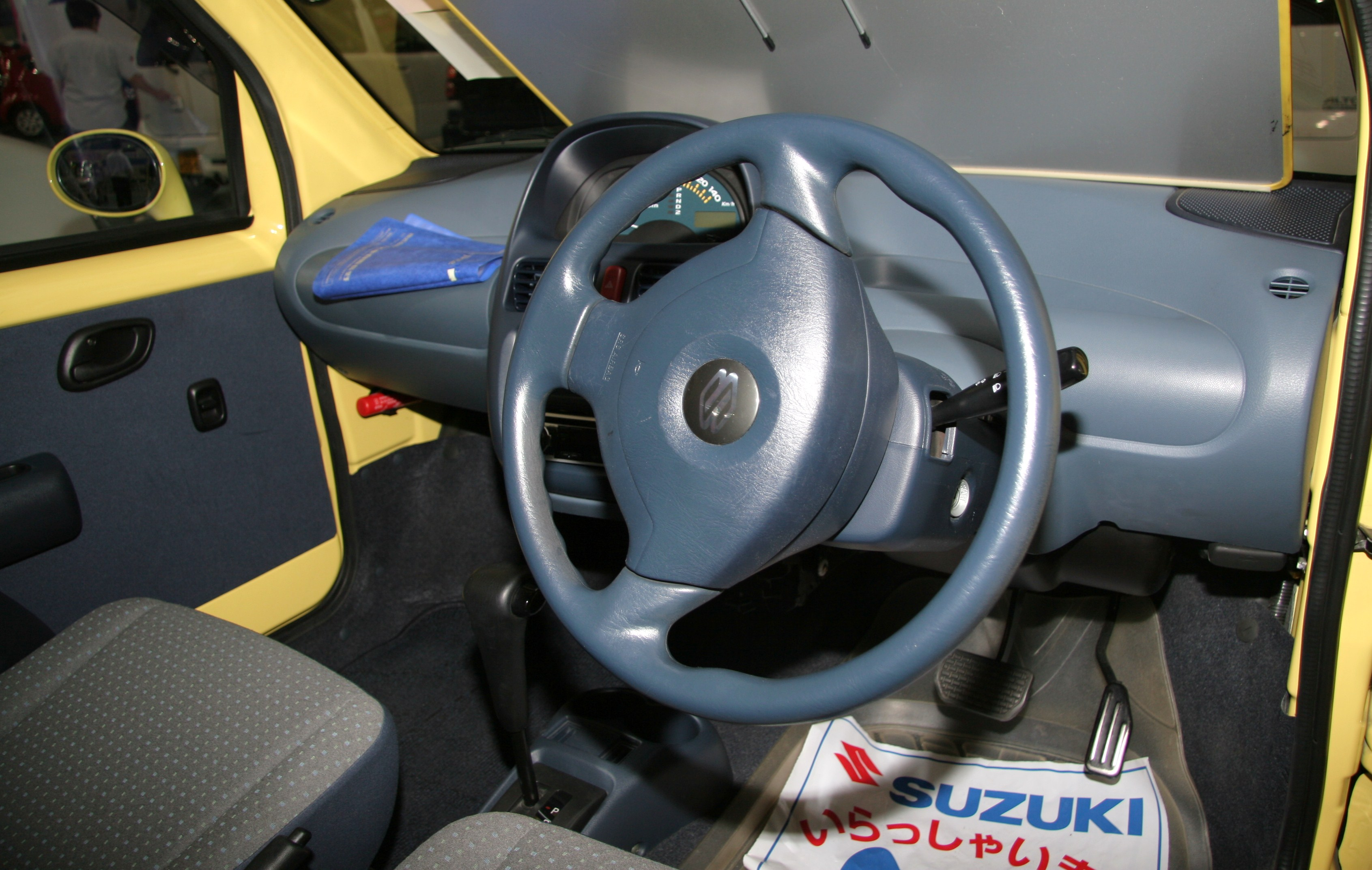
內裝

## 內部連結
- 鈴木Choinori：秉持相同造車理念的摩托化自行車。
- 司麥特Fortwo

## 外部連結
- （日語）Motor Days: 新車試乗記スズキ ツイン （页面存档备份，存于）